# Жулінський Микола Васильович
Микола Васильович Жулінський (нар. 7 квітня 1953, Чорна, Старокостянтинівський район, Хмельницька область  — художник монументально-декоративного мистецтва, живописець, член Національної спілки художників України, Заслужений діяч мистецтв України.

## Біографія
Жулінський Микола Васильович народився 7 квітня 1953 року в селі Чорна Старокостянтинівського району, Хмельницька область. У 1978 році закінчив Одеське художнє училище ім. М. Грекова. В 1985 році закінчив Харківський художньо-промисловий інститут (викладачі Є. Биков, Є. Єгоров, О. Хмельницький). Відтоді працював на Сумському художньо-виробничому комбінаті. Від 1994 року до 2003 року — директор Сумського художньо-виробничого комбінату. Викладає курси малюнку та живопису в Сумському Державному педагогічному університеті імені А. С. Макаренка. Коло наукових інтересів — художньо-естетичне виховання студентів засобами образотворчого мистецтва. Працює в галузях монументального і станкового живопису, графіки. У 2013 році відбулось декілька персональних виставок митця, зокрема у м. Гливиці (Польща), у Києві та Одесі. М. В. Жулінський бере активну участь у наукових міжнародних, всеукраїнських та регіональних конференціях, симпозіумах і проектах, результатами яких є численні наукові публікації. Результатом керування студентською творчістю в 2015 році стало І місце роботи Л. П'ятницької на конкурсі студентських робіт в ДВНЗ УАБС НБУ. За сумлінну працю митець нагороджений почесними грамотами Управління освіти Сумської обласної державної адміністрації, Спілки художників України та СумДПУ імені А. С. Макаренка. Микола Жулінський — учасник всеукраїнських мистецьких виставок від 1987 року. В 1992—1993, та 2005 рр. відбулись його персональні виставки в Києві. В 1995, 1997, 2003 рр. відбулись персональні виставки художника в Сумах. Частина робіт митця зберігаються у Шевченківському національному заповіднику в місті Канів Черкаської області, Сумському художньому музеї, Конотопському краєзнавчому музеї.

## Твори
- 1986 р. — монументально-декоративний розпис адміністративного корпусу заводу «Електрон»
- 1988  р. — монументально-декоративний розпис рекреації дитячої поліклініки
- 1989 р. — монументально-декоративний розпис вестибюля Станції юних техніків
- 1986 р. — живопис — «Неперервність»
- 1987 р. — живопис «З дідом»
- 1991 р.- триптих «Тривожна вечеря»
- 1991 р. — живопис «Повернення старого годинника»
- 1993 р. — «Т. Шевченко. Думи мої», «Нічні птахи», «Старий мотив», «Травнева ніч»
- 2000 р. — «Ті, які ніколи не сплять»
- 1991 р. — живопис «Повернення старого годинника»
- 2003 р. — «Казкове місто», «Супраментальне»
- 2004 р. — «Наречена» (2004)
- 2005 р. — «Дума про Дніпро», "І. Мазепа. Полтава, 1709
- 2006 р. — «Т. Шевченко. Повернення з заслання в Україну»
- 2007 р. — «Наречена»

## Досягнення
- 1989 р. — член Національної спілки художників України
- 2012 р.  — Заслужений діяч мистецтв України